# Jak se co dělá
Jak se co dělá je soubor fejetonů Karla Čapka, v nichž autor vypráví o tom, jak se dělají noviny, divadlo a film.

## Popis
Dílo Jak se co dělá je rozděleno do tří statí – Jak se dělají noviny, Jak se dělá film, Jak vzniká divadelní hra. Všechny tyto profese Karel Čapek vyzkoušel na vlastní kůži. Jak tvorba novin, divadelní hry či filmu mají společný prvotní zmatek, který až ve chvíli úplného završení se změní v celek. Autor ve všech třech fejetonech seznamuje čtenáře s více či méně známými profesemi, díky kterým daná věc vzniká.